# Kofein
Kofein (1,3,7-trimetilpurin-2,6-dion (IUPAC), trimetilksantin) je alkaloid ksantina koji se nalazi u listovima, sjemenkama i plodovima biljaka, poput kave i guarane.
Djeluje kao stimulans, te tako privremeno odgađa umor i pospanost. Pokazuje diuretička svojstva, te velike količine izazivaju dehidraciju, sličnu onoj koju uzrokuje alkohol. Postoji zabrinutost[koga?] vezana uz konzumaciju proizvoda koji sadrže kofein, stoga nije preporučljiva konzumacija djeci, trudnicama, dojiljama, kroničnim srčanim bolesnicima, i epileptičarima. 
Novija istraživanja ističu i neke pozitivne strane kofeina, poput ubrzavanja metabolizma, poticanja motoričkih sposobnosti ljudi, izvora antioksidanata, te dobrobiti kod ljudi koji imaju probleme s opstipacijom.

## Pozitivni utjecaji na zdravlje
U odraslih umjerena konzumacija kofeina povezana je s manjim stupnjem depresivnosti. Tome je tako jer osim učinka na adenozin, kofein stimulira dopaminergičke neurone te inducira oslobađanje glutamata u nukleusu akumbensu. Također, djeluje i kao inhibitor acetilkolinesteraze, odnosno sprječava kemijski raspad acetilkolina, neuroprijenosnika koji je odgovoran za sposobnost koncentracije, učenja i pamćenja, što može objasniti neka antidepresivna svojstva kofeina. Također, zbog svojeg stimulativnog djelovanja, kofein može biti koristan u osoba s ADHD-om.
Također, ustanovljena je pozitivna korelacija između zdravlja kardiovaskularnoga sustava te smanjenoga rizika od pretilosti i redovite konzumacije kofeina.